# Epipomponia nawai
Epipomponia nawai — вид лускокрилих комах родини Epipyropidae.

## Назва
Вид названо на честь японського ентомолога Нава Ясуші (1857-1926), який першим виявив личинок цих комах.

## Поширення
Вид поширений в Японії і Тайвані.

## Опис
Розмах крил становить близько 22 мм. Крила повністю чорні, передні крила з безліччю синювато-металевих лусок.

## Спосіб життя
Личинки паразитують на цикаді Tanna japonensis. Їх можна побачити на тілі господарів наприкінці липня - початку серпня. Заляльковуються в серпні-вересні на землі. 

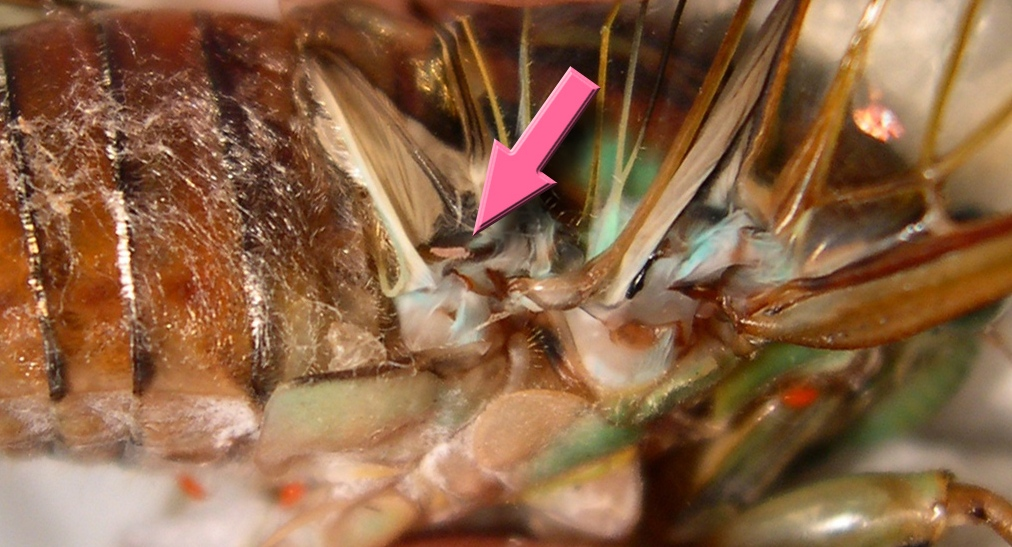
Личинка першого віку
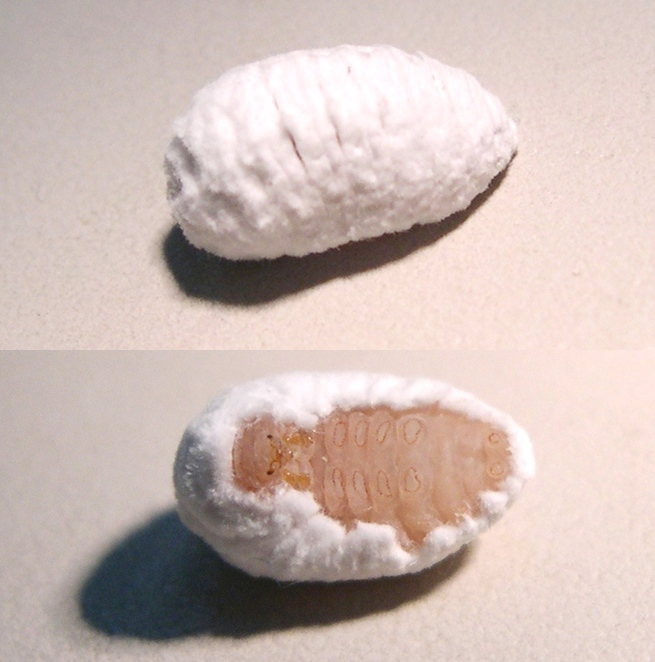
личинка 5 віку
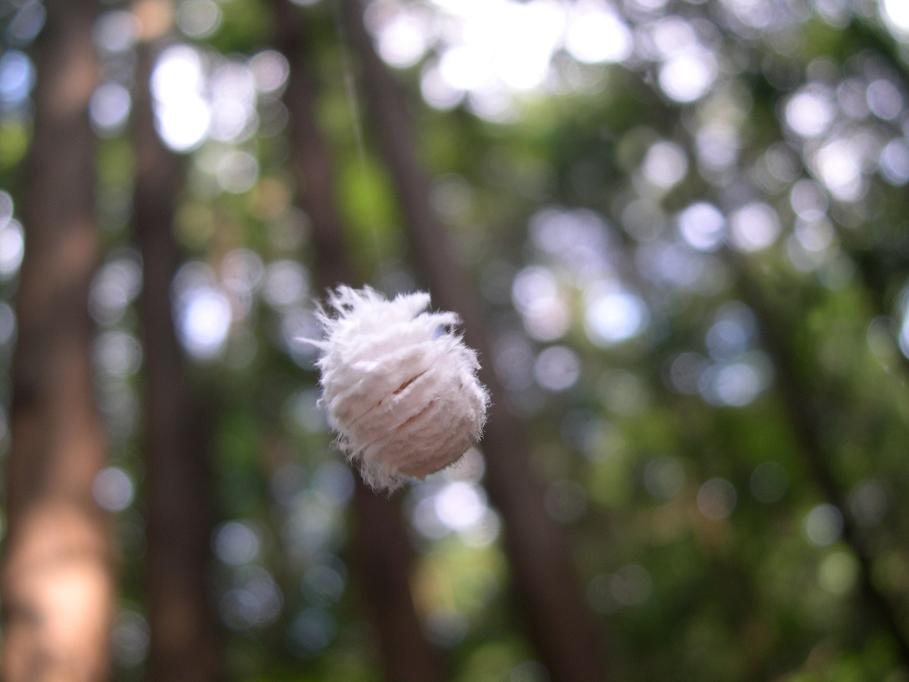
Личинка 5-го віку звисає
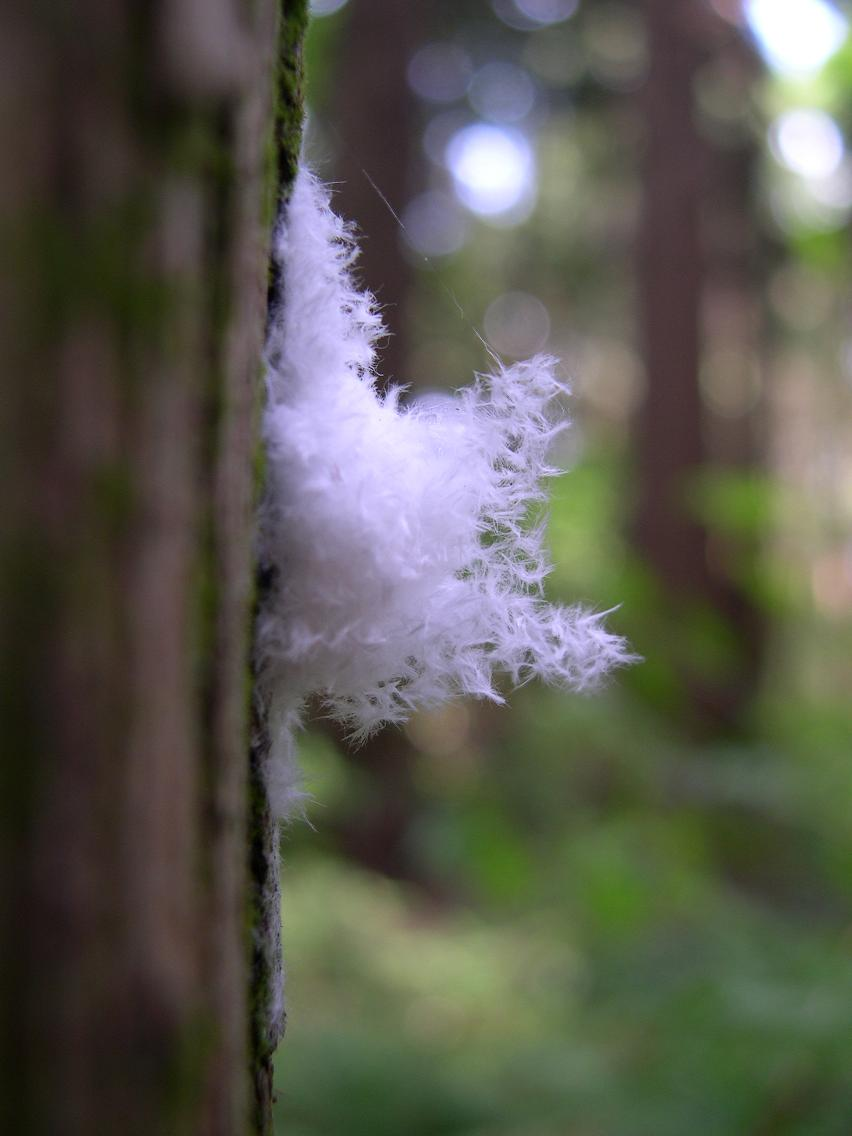
Кокон
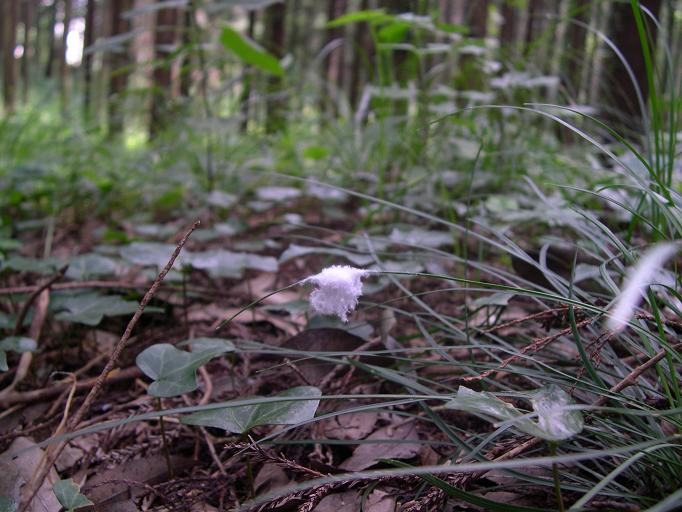
Кокон на траві
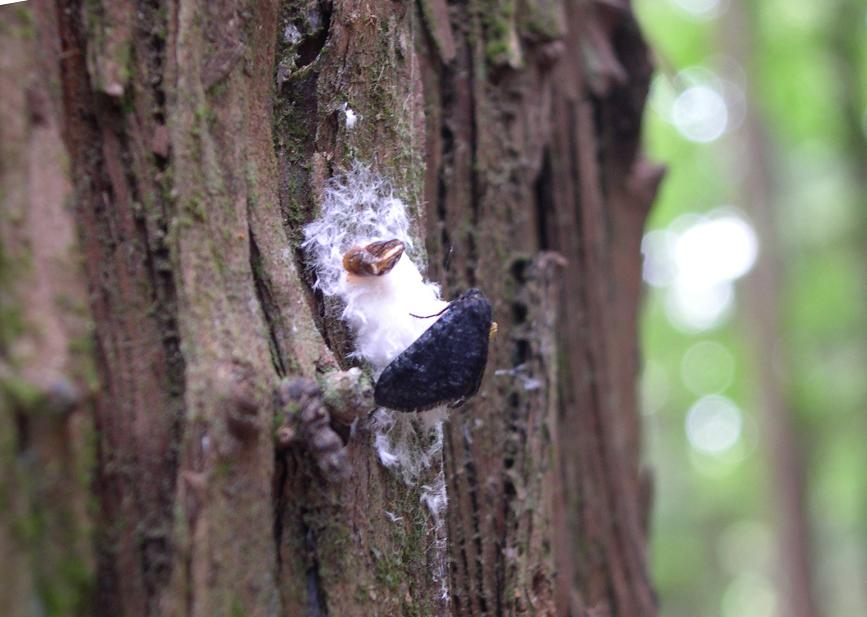
Імаго